# Волович, Андрей Иванович
Андрей Иванович Волович (пол. Andrzej Wołłowicz; ок. 1570, Гродно — 1614, Титувенай) — государственный деятель Великого княжества Литовского конца XVI — начала XVII века, хорунжий великий литовский (1592—1610), подстароста жемайтсткий (1595—1609) и судья земский (с 1610).
Представитель русско-литовского знатного рода Воловичей герба «Богория». Сын Ивана Воловича. Брат Евстафия Воловича, епископа виленского и Павла, старосты гродненского.
Прошёл обучение в Виленской академии. Занимал ряд государственных должностей.
В 1587, 1596, 1598 и 1600 годах избирался послом (депутатом) сейма. Участвовал в работе Трибунала Великого княжества Литовского в 1593 и 1600 годах.
С 1609 года — владелец имения Цитованы (ныне Титувенай), где основал монастырь бернардинцев, которому завещал после своей смерти значительные средства.